# Вишкіль (село)
Вишкі́ль (рос. Вишкиль) — село у складі Котельницького району Кіровської області, Росія. Адміністративний центр Вишкільського сільського поселення.

## Населення
Населення становить 320 осіб (2010, 398 у 2002).
Національний склад станом на 2002 рік — росіяни 97 %.

## Історія
Село виникло 1634 року як лісова пристань Богородське. 1711 року у селі була збудована дерев'яна Тіхвінська церква, 1861 року — кам'яна. При церкві діяла церковно-парафіяльна школа, у селі діяла також земська школа. Станом на 1926 рік село Вишкіль (34 особи) та присілок Вишкіль (Церковна; 111 осіб) перебували у складі Земцівської сільради. 1929 року у селі був організований сезонний військовий табір для підготовки військових. 1941 року сюди було евакуйовано працівників з родинами заводу «Червона Баварія». 1959 року табір був закритий.